# Siekuń
Siekuń (ukr. Секунь) – wieś na Ukrainie w rejonie kowelskim, obwodu wołyńskiego. Liczy 590 mieszkańców.
We wsi znajdują się:
- cerkiew pw. Św. Michała
- dawny obraz, który w 1846 restaurował Taras Szewczenko[2].

Do 2020 w rejonie starowyżewskim.